# 武义城墙

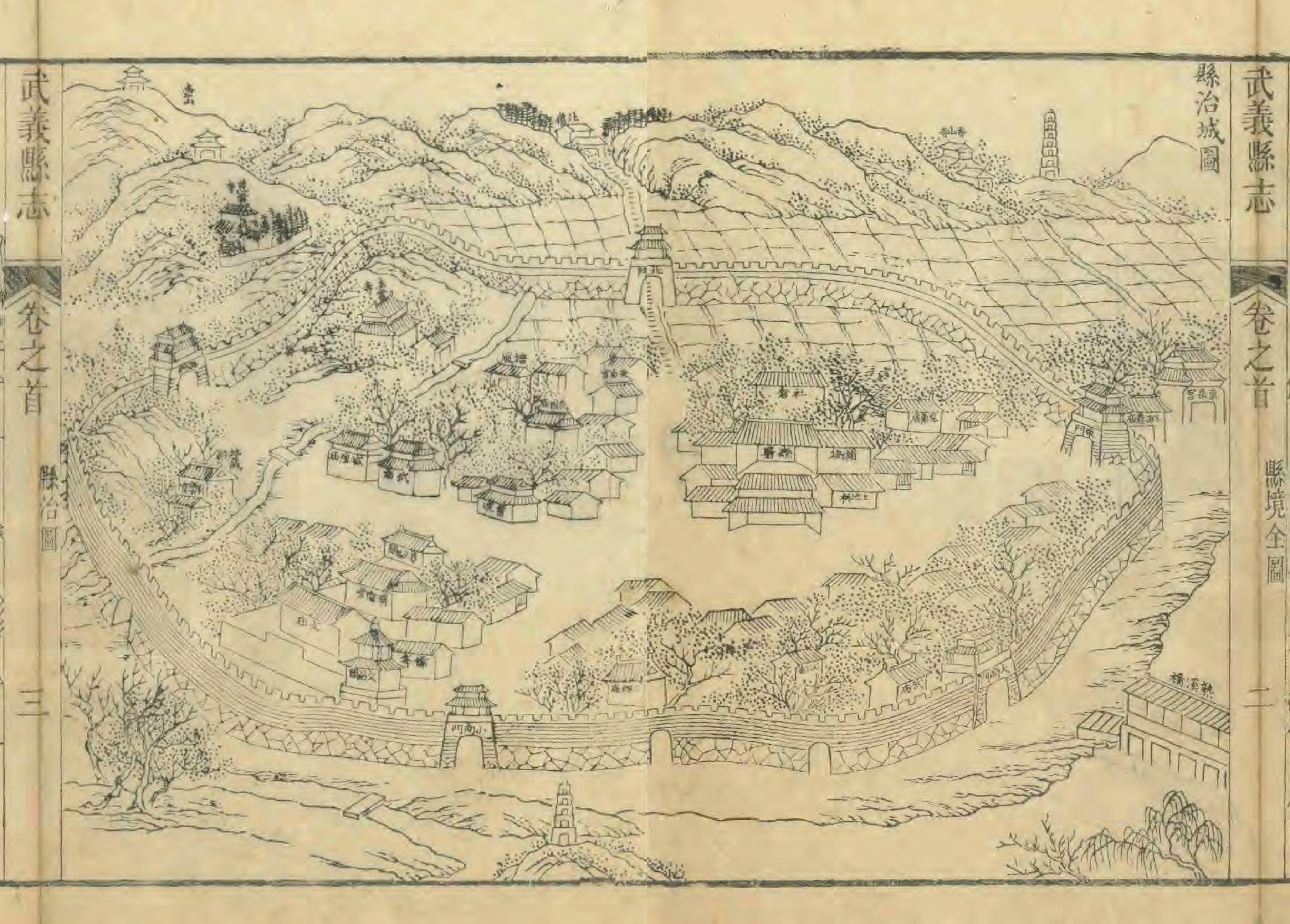
清嘉庆九年（1804）《武义县志》县治城图。

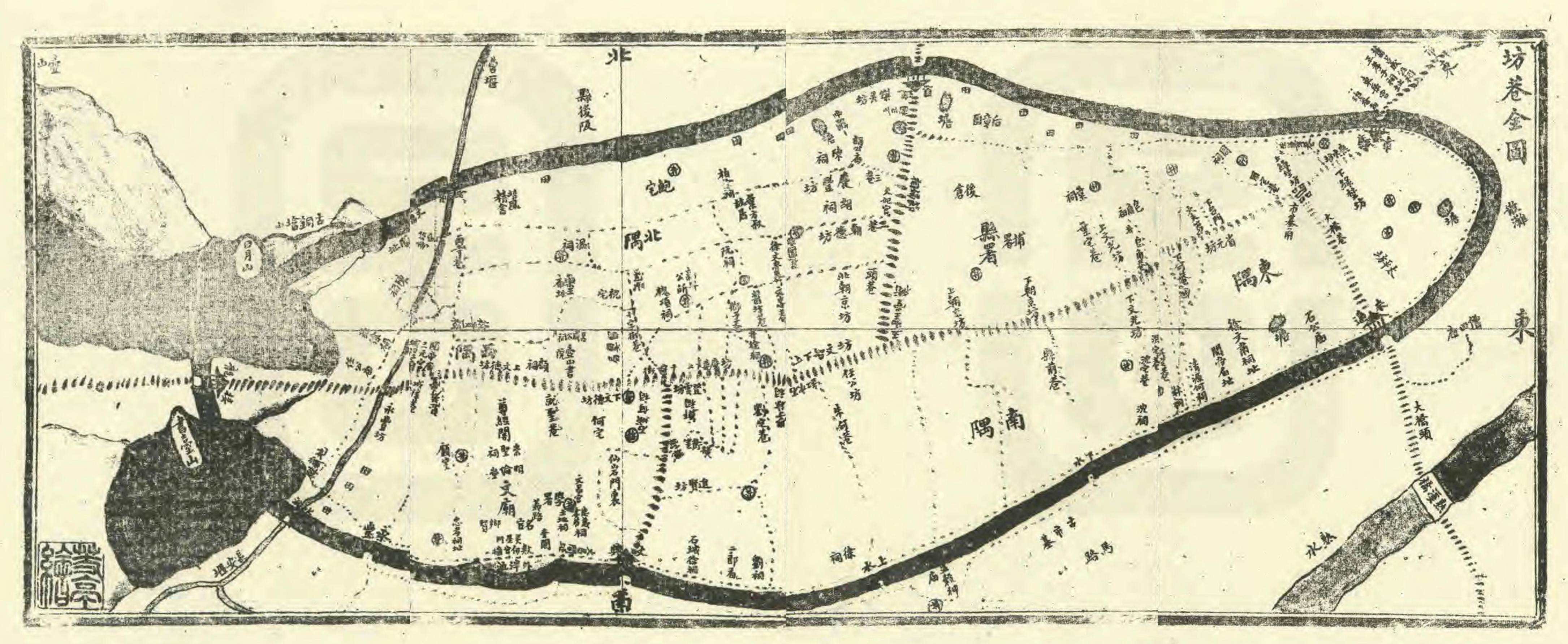
清光绪二十六年（1900）《武川备考》坊巷全图。

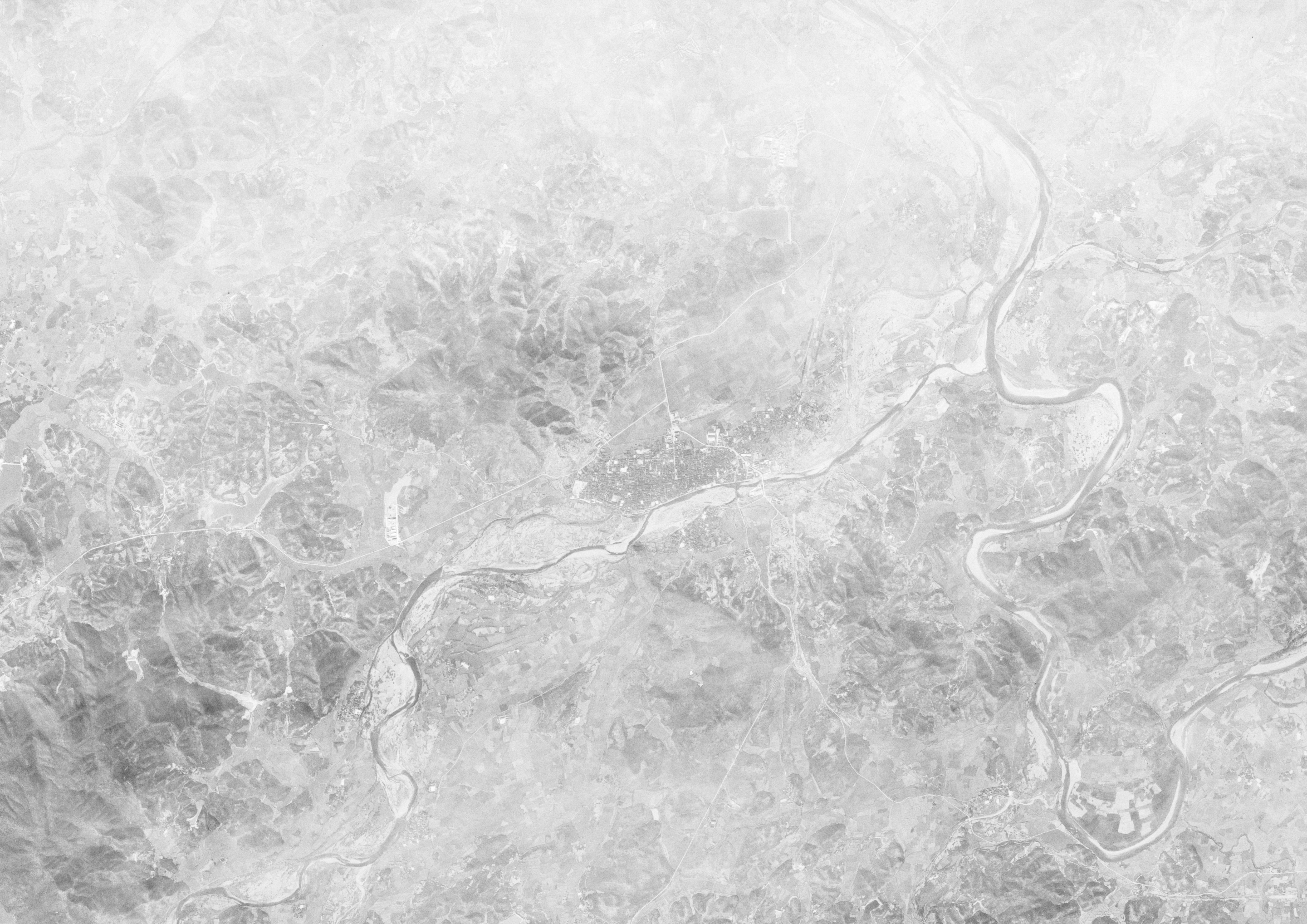
1968年11月原武义县城及周边地区卫星航拍图。

武义城墙为旧武义县城城墙，位于今中华人民共和国浙江省金华市武义县熟溪街道城区，今仅存长约6米的遗址。
武义置县时间不详，有三国吴赤乌八年（245）、南朝陈永定三年（559）和唐天授二年（691）等多种说法，唐代一度改名武成，后仍名武义。武义城墙相传始筑于五代吴越国时期，南宋绍兴间废，明末崇祯十三年（1640）知县冯玶重筑，清康熙八年（1669）、乾隆十七年（1752）重修。1938年至1981年断断续续拆除，今仅在城西南书台山上留有一段东西向城墙遗址，残长约6米，残高约1.8米，残厚约4.5米，外壁为块石，内部填充泥沙，现为武义县文物保护单位。
武义城墙南临熟溪（武义江支流），西跨书台山和日月山。传旧城周一里一百八十步，设七门，东有八素门（又名鸣阳门，明正德间改筑为鸣阳楼）和东郭门，西南有仙岩门（按嘉庆县志为东南，清末《武川备考》指出应为西南），西有书台门（又名肃清门），北有仰星门（又名拱辰门），南有绿野门和熟溪门。明清新城城周十里八步（约4812.8米），高约二丈（约6.4米），宽约一丈五尺（约4.8米），呈不规则的扁圆形，设有陆门七座，水门两座，七座陆门又分大门四座、小门三座，五座大门为东门镇东门、大南门来远门（门外通往熟溪桥）、小南门文兴门、西门接龙门和北门迎恩门，三座小门为上水门、下水门（均在南面来远门和文兴门之间）和永丰门（在南面文兴门和接龙门之间），两座水门均名水洞门，均位于城西。城外不设城濠。因南城墙常被洪水冲坏，清乾隆三十一年（1766）知县杨澎在城脚筑水坝作为防护，水坝自文兴门至来远门，长约二百余丈，另在文兴门外筑斜捍（即丁坝），导水南向。
城内原主要街道以东西两门之间的大街（也称直街）为主街（今壶山上街——壶山下街），自北门街（今解放中街）通往北门，自大桥巷通往大南门，自横街、何宅巷通往小南门。原主要建筑有县署（位于原大街与北门街交汇处东北，原建筑已不存，其址今仍为武义县政府）、学宫（武义县学文庙，历史上多次迁址，明清时位于城西南隅，1949年后曾作为武义县第一中学，今学校已迁出，尚存泮池，其余为空地，目前计划重建）、城隍庙（位于西门内，今已不存）、壶山书院（位于学宫东北，尚存门楼）和法云寺（位于西门内，今已不存）等。城内尚存壶山上街、壶山下街和横街等传统历史街区，以及顾家祠堂、忠孝堂、石板巷陈家厅等具有代表性的传统宗祠、民居。